# Centroscyllium ornatum
Centroscyllium ornatum är en hajart som först beskrevs av Alcock 1889.  Centroscyllium ornatum ingår i släktet Centroscyllium och familjen lanternhajar. IUCN kategoriserar arten globalt som otillräckligt studerad. Inga underarter finns listade i Catalogue of Life.